# Slovanka MB
Slovanka, známá dříve jako Slovanka MB a Basket Slovanka, je český basketbalový klub, jenž se specializuje pouze na ženský basketbal. Slovanka byla založena v září roku 1989 v Praze a pojmenovaná byla podle názvu tamní základní školy Na Slovance. Klub však nevlastní žádnou svojí halu, takže vlajkový tým hrál své domácí zápasy v azylu v jiných městech. Nakonec Slovanka zdomácněla v Mladé Boleslavi a upravila svůj název na současný Slovanka MB. Do Mladé Boleslavi se přesunulo nakonec i sídlo spolku.
Své domácí zápasy odehrává ve sportovní hale SA Rokytka s kapacitou 350 diváků.

## Historie
Slovanka byla založena v roce 1989 jako čistě dívčí basketbalový klub. Základna se nacházela v Praze, ale ženský A-tým v české metropoli své zápasy nehrála. Místo toho upřednostňovala z ekonomických důvodů azyl v jiných městech a doslova kočoval po republice. Začátky týmu byly nevýrazné a Slovanka se soustředila na svou stabilizaci. Na začátku 90. let však již měla vybudovanou úspěšnou mládež a v roce 1995 získala titul v žákovské lize, jenž o rok později obhájila. Mezitím A-tým posiloval a roku 1998 postoupil do 2. basketbalové ligy žen.
Hned v následujícím ročníku získaly ženy 2. místo a bojovaly o postup do 1. ligy. O rok později na tento úspěch navázaly, ale postup jim opět unikl. Povedlo se až v sezóně 2001/02, kdy Slovanka slavila postup do basketbalové ligy žen. Své působení mezi elitou nezačala špatně. Hned první sezónu se umístila na 7. pozici, což byl několik sezón její tradiční výsledek. Mezitím na poli mládežnickém dokázala Slovanka udělat velký úspěch, když v sezóně 2007/08 vybojovala zlato v téměř všech mládežnických kategoriích. Avšak A-tým bojoval v této sezóně o záchranu prvoligové příslušnosti a děvčata soutěž zachránila až v play-out, kdy vyhrály nad Ústím nad Labem 3:0 na zápasy.
Tehdy nastala právě fáze, kdy Slovanka střídala domácí stadiony. Postupně se objevila v Kralupech nad Vltavou, v Chomutově, v Táboře, aby se pak na rok vrátila opět do Kralup. Od sezóny 2009/10 se už usadila v Mladé Boleslavi, kde našla podporu od města, lepší zázemí a hlavně fanoušky. Navíc mohla navázat spolupráci s místní 9. základní školou, jež vedlo dívčí basketbalovou akademii. Spolu s tím vším dosáhla Slovanka na první větší úspěchy. Hned v první mladoboleslavské sezóně se probojovala do semifinále, když vydřela vítězství 3:0 na zápasy proti Karlovým Varům, ovšem v boji o bronz neuspěly proti Trutnovu. V další sezóně byl tým posílen, ale do semifinále se už neprobojoval, když nestačil na Strakonice. V sezóně 2011/12 narazila Slovanka v čtvrtfinále opět na Trutnov, s nímž opět prohrála. O rok později neuspěla ve čtvrtfinále rovněž, když po nepříliš povedené sezóně nestačila na USK Praha. Se stejným soupeřem vypadla i v sezóně 2013/14.
Smutnit ale nemusela, neboť do Slovanky přišla také první nominace do reprezentace, kam byla povolána Monika Satoranská.
Ještě v roce 2013 začala odluka boleslavské Slovanky od Prahy, když byl založen nový spolek Sportovní klub Slovanka Praha 4. Pražská část se též stala spolkem, jenž nadále působí pod původním názvem Basket Slovanka. Sportovní klub Slovanka Praha 4 se v roce 2016 přejmenoval na spolek Slovanka MB z.s. a o rok později se sídlo z pražských Nuslí přemístilo do Mladé Boleslavi.

## Historické názvy
- 1989 – Basket Slovanka
- 2005 – Slovanka Chomutov
- 2006 – Slovanka Tábor
- 2008 – Basket Slovanka
- 2009 – Slovanka MB (Slovanka Mladá Boleslav)

## Soupiska sezóny 2022/2023
| Číslo | Stát                | Hráčka                 | Ročník | Výška  |
| ----- | ------------------- | ---------------------- | ------ | ------ |
| 2     | USA                 | Jennifer Briel Coleman | 1998   | 172 cm |
| 4     | Česko               | Lucie Svatoňová        | 2003   | 182 cm |
| 6     | Česko               | Karolína Šplíchalová   | 2005   | 189 cm |
| 7     | Česko               | Gabriela Mervínská     | 1993   | 190 cm |
| 8     | Česko               | Marie Žílová           | 2003   | 163 cm |
| 10    | Česko               | Jitka Pilařová         | 2003   | 180 cm |
| 11    | Česko               | Eliška Trollerová      | 2005   | 178 cm |
| 12    | Bosna a Hercegovina | Dragana Domuzin        | 2000   | 172 cm |
| 13    | Česko               | Andrea Ondroušková     | 2001   | 175 cm |
| 15    | Česko               | Nella Klapková         | 2005   | 182 cm |
| 16    | Česko               | Barbora Bušková        | 2001   | 182 cm |
| 18    | Česko               | Eliška Hálová          | 2001   | 180 cm |
| 21    | Česko               | Natálie Koucká         | 2003   | 189 cm |
| 22    | Česko               | Markéta Nádvorníková   | 2003   | 165 cm |
| 30    | Česko               | Zuzana Tomanová        | 2005   | 160 cm |
|       | Chorvatsko          | Mia Mašić              | 1993   | 180 cm |
|       | USA                 | Destiny Campbell       | 1996   | 181 cm |
|       | Rumunsko            | Laura Erika Vaida      | 2001   | 190 cm |

## Umístění v jednotlivých sezonách
Stručný přehled
Zdroj: 
- 2002–2005: 1. liga (1. ligová úroveň v České republice)
- 2005– : Ženská basketbalová liga (1. ligová úroveň v České republice)
- 2010–2012: Central Europe Women's League (mezinárodní soutěž)
- 2015–2016: Central Europe Women's League (mezinárodní soutěž)

Jednotlivé ročníky
Zdroj: 
Legenda: ZČ - základní část, červené podbarvení - sestup, zelené podbarvení - postup, fialové podbarvení - reorganizace, změna skupiny či soutěže
| Česko (2002 – )      |                               |           |                  |                                       |              |
| Sezóny               | Soutěž                        | Úroveň    | ZČ               | Play-off, nadstavba, sk. o udržení... | Poznámky     |
| 2002/03              | 1. liga                       | 1. úroveň | 7. místo         | Zápas o 7. místo (výhra)              |              |
| 2003/04              | 1. liga                       | 1. úroveň | 8. místo         | Zápas o 7. místo (prohra)             |              |
| 2004/05              | 1. liga                       | 1. úroveň | 8. místo         | Čtvrtfinále                           | Reorganizace |
| 2005/06              | Ženská basketbalová liga      | 1. úroveň | 7. místo         | Čtvrtfinále                           |              |
| 2006/07              | Ženská basketbalová liga      | 1. úroveň | 8. místo         | Čtvrtfinále                           |              |
| 2007/08              | Ženská basketbalová liga      | 1. úroveň | 9. místo         | Zápas o 9. místo (výhra)              |              |
| 2008/09              | Ženská basketbalová liga      | 1. úroveň | 7. místo         | Zápas o 7. místo (výhra)              |              |
| 2009/10              | Ženská basketbalová liga      | 1. úroveň | 4. místo         | Zápas o 3. místo (prohra)             |              |
| 2010/11              | Ženská basketbalová liga      | 1. úroveň | 3. místo         | Čtvrtfinále                           |              |
| 2011/12              | Ženská basketbalová liga      | 1. úroveň | 6. místo         | Čtvrtfinále                           |              |
| 2012/13              | Ženská basketbalová liga      | 1. úroveň | 8. místo         | Čtvrtfinále                           |              |
| 2013/14              | Ženská basketbalová liga      | 1. úroveň | 8. místo         | Čtvrtfinále                           |              |
| 2014/15              | Ženská basketbalová liga      | 1. úroveň | 11. místo        | Play-out (2. místo)                   |              |
| 2015/16              | Ženská basketbalová liga      | 1. úroveň | 10. místo        | Play-out (2. místo)                   |              |
| 2016/17              | Ženská basketbalová liga      | 1. úroveň | 10. místo        | Play-out (2. místo)                   |              |
| 2017/18              | Ženská basketbalová liga      | 1. úroveň | 7. místo         | Čtvrtfinále                           |              |
| 2018/19              | Ženská basketbalová liga      | 1. úroveň | 8. místo         | Čtvrtfinále                           |              |
| 2019/20              | Ženská basketbalová liga      | 1. úroveň |                  |                                       |              |
| 2020/21              | Ženská basketbalová liga      | 1. úroveň | 9. místo         |                                       |              |
| 2021/22              | Ženská basketbalová liga      | 1. úroveň | 7. místo         |                                       |              |
| 2022/23              | Ženská basketbalová liga      | 1. úroveň | 8. místo         |                                       |              |
| 2023/24              | Ženská basketbalová liga      | 1. úroveň | 10. místo        |                                       |              |
| Celoevropské soutěže |                               |           |                  |                                       |              |
| Sezóny               | Soutěž                        | Úroveň    | ZČ               | Play-off, nadstavba, sk. o udržení... | Poznámky     |
| 2010/11              | Central Europe Women's League | 1. úroveň | ?. místo (sk. B) |                                       |              |
| 2011/12              | Central Europe Women's League | 1. úroveň | 4. místo (sk. B) |                                       |              |
| 2015/16              | Central Europe Women's League | 1. úroveň | 4. místo (sk. A) |                                       |              |